# Nikolaus Liechtenfurtner
Nikolaus Liechtenfurtner, auch Niklas Lichtenfurtner (* um 1671 in Miesbach; † 1. August 1742) war ein Stuckateur des Barock. Er war in erster Linie in Freising im Auftrag des Freisinger Fürstbischofs Johann Franz Eckher von Kapfing und Liechteneck tätig.

## Werke
Liechtenfurtner führte Stuckaturen in zahlreichen Kirchen und säkularen Gebäuden Bayerns aus.
- Festsaal des Benediktinerklosters Weihenstephan, 1705–1710
- Hauskapelle des neuen Krankenhauses bei Freising, 1707
- Fürstbischöfliches Lyceum (Asamsaal), 1707–1709, zugeschrieben[1]
- Kirche St. Michael in Tüntenhausen, 1708
- Maximilianskapelle im Freisinger Dom, 1710
- Schlosskirche St. Georg auf Schloss Burgrain, 1712–1723
- Benediktuskirche auf dem Freisinger Domberg, 1716
- Kirche St. Erhard (Attaching), 1718
- Pfarrkirche St. Georg in Eitting (Landkreis Erding), reicher Stuckdekor im Chor, gegen 1720
- Kirche St. Sebastian (Landshut), Stuckdecke in den beiden östlichen Langhausjochen und im Chorraum, 1721
- Valentinskirche in Altenhausen, Stuckdecke, zugeschrieben[2]